# Contea di Monroe (Virginia Occidentale)
La contea di Monroe ( in inglese Monroe County ) è una contea dello Stato della Virginia Occidentale, negli Stati Uniti. La popolazione al censimento del 2000 era di 14 583 abitanti. Il capoluogo di contea è Union.

## Curiosità
Nella contea si trova la località di Wayside che fu il luogo dove nacque Ettie Mae Greene, che morì a 114 anni e 171 giorni e segnò il record di longevità assoluto della Virginia Occidentale.